# Računalni jezik
Naziv računalni jezik je šireg značenja i alternativa uobičajeno korištenom nazivu programski jezik. Programski jezici su podskup računalnih jezika, kao i neki drugi tipovi jezika.
Na primjer, HTML je označni jezik i računalni jezik, ali zbog svoje se deklarativne prirode tradicionalno ne smatra programskim jezikom.
Računalni su jezici u osnovi podijeljeni u dvije skupine: programski jezici visoke razine (viši programski jezici) te programski jezici niske razine (niži programski jezici). Programski jezici više razine su oni jezici koje čovjek lako shvaća i koji se uglavnom sastoje od izvršivih blokova koda, koji uglavnom donose neke odluke koje određuju smjer tijeka izvođenja programa. Bez greške napisani programi u takvim jezicima se tad obično prevedu u programski jezik niske razine i potom izvrše od strane računala. Većina modernog softvera je napisana u programskim jezicima visoke razine, prevedena u asemblerski kod niske razine te na koncu konvertirana u izvodivi strojni kod.

## Primjeri
Računalni jezici uključuju:
- Programske jezike (npr. C++)
- Skriptne jezike
- Specifikacijske jezike
- Upitne jezike (npr. SQL, XQuery)
- Označne jezike (npr. HTML - tipično korišten za stvaranje dokumenata)
- Transformacijske jezike (npr. XSLT)
- Jezike za obradu predložaka
- Programske jezike četvrte generacije ("4GL")
- Jezike za opis sklopovlja
- Formati konfiguracijskih datoteka (npr. INI datoteka)
- Formati sa serijalizaciju podataka

## Povijest
Za povijest i sistematiku pogledati The Encyclopedia of Programming Languages  Arhivirana inačica izvorne stranice od 20. veljače 2011. (Wayback Machine).